# レッドドッグ
レッドドッグ（red dog）とはカジノで行われるトランプゲームの一種である。近年、アメリカやオーストラリア、カナダなどで行われているカジノゲームである。
なぜこの名前になったか、またなぜこのような単純なルールになったのか分かっていないが、名前の由来に関してはこのゲームが盛んに行われていたバーに赤毛の犬がいて皆に可愛がられていたからという説がある。

## 基本ルール
このゲームでは、最初に二枚のカードをディーラーが配った後、三枚目のカードの数字が最初の二枚のカードの数字の間に入っていればプレイヤーの勝ちとなり配当が行われる。
使用するのはトランプ一組52枚でジョーカーは利用しない。最高位がAで最低位は2となる。スートは一切考慮しない。

## ゲームの流れ
まず、プレイヤーはベットを行う。ベッティングボックスには手前に"BET"、奥に"RAISE"と書かれているが、最初はBETに賭け金を置く。
全員のベットが終了すると、ディーラーは手元に二枚のカードを表向きに配る。ゲームを行うテーブルには三枚分のカードを置く枠が書かれているが、ディーラーは左と右にカードを配る。この二枚のカードの数字に応じて以下の流れが変化する。
1. 二枚のカードの数字が隣り合う場合（コンセクティブ）
9と10のように二枚のカードの数字が隣り合う場合、三枚目にどのカードを引いても最初の二枚の間に入る事は出来ない。よって三枚目のカードは配られずにその場で引き分けとなり賭け金は返還される。
2. 二枚のカードの数字が同じ場合（ペア）
二枚のカードの数字が同じ場合、三枚目のカードも同じ数字ならばプレイヤーの勝ちになる。この場合の勝ち方をレッドドッグと呼ぶ。もし三枚目のカードの数字が最初の二枚と異なる場合は引き分けになる。
3. 二枚のカードの数字が異なり、隣り合っていない場合（スプレッド）
二枚のカードの数字の間に入る数字の数を付けて「スプレッド X」と呼ぶ。例えば二枚のカードが2と4だった場合は3の一個だけが入るので「スプレッド1」、3と8の場合は4〜7が入るので「スプレッド4」、最大は2とAの二枚だった場合で「スプレッド11」となる。
この場合、プレイヤーはBETに置いた額と同額をRAISEに置いて賭け増しをすることも出来る。賭け増しをするかどうかについて全プレイヤーが意思を表明した後、三枚目のカードが配られる。このカードの数字が最初の二枚の間に入っていればプレイヤーの勝ちとなりスプレッドの状況に応じて配当が行われる。入らない場合（二枚のいずれかと同じ数字も含む）はプレイヤーの負けとなりベットは没収される。

## 配当
- レッドドッグ - 12倍（以下、全て元金と配当の合計）
- スプレッド1 - 6倍
- スプレッド2 - 5倍
- スプレッド3 - 3倍
- スプレッド4以上 - 2倍

※配当はカジノによって異なる場合がある。